# كاثرين دريكسل
كاثرين دريكسل (بالإنجليزية: Katharine Drexel)‏ هي راهبة أمريكية، ولدت في 26 نوفمبر 1858 في فيلادلفيا في الولايات المتحدة، وتوفيت في 3 مارس 1955 في Cornwells Heights-Eddington, Pennsylvania ‏ في الولايات المتحدة.

## وصلات خارجية
- كاثرين دريكسل على موقع الموسوعة البريطانية (الإنجليزية)